# نیکول ریچاردسون
نیکول ریچاردسون (انگلیسی: Nicole Richardson؛ زادهٔ ۲۶ ژوئن ۱۹۷۰) بازیکن سافت‌بال اهل استرالیا  از خانواده بریتانیایی_آمریکایی ریچاردسون است، که در امور ورزشی بسیار فعال می باشند.